# Liste des numéros de profils des lignes ferroviaires en Suisse
La liste des numéros de profils des lignes ferroviaires en Suisse donne les numéros des lignes de chemin de fer tel qu'ils sont dans la liste des numéros du tableau-horaire de l'indicateur officiel des Chemins de fer fédéraux suisses (CFF). Ces tronçons correspondent à l'infrastructure et non aux différents services commerciaux qui peuvent y être appliqués.
Cette page liste toutes les lignes de chemin de fer voyageurs et marchandise en Suisse, qu'elles soient conventionnelles (à écartement standard) ou à écartement réduit ainsi qu'à crémaillère. Elle exclut cependant tous les transports purement urbains (trams et métros) ainsi que les transports à câble. Pour la liste des trams, voir Tramway en Suisse, pour la liste des funiculaires, voir Liste de funiculaires en Suisse.
Pour les références utilisées avant 1982, dans les parenthèses, la numérotation n'est plus tout à fait correcte.

## Liste des numéros des lignes

### 100 à 199
| No actuel | No avant 1982 | Nom de la ligne                                                | Tronçon                                                   | Entreprise ferroviaire | Largeur de voie | Électrification              | Remarques                                                                                             |
| --------- | ------------- | -------------------------------------------------------------- | --------------------------------------------------------- | ---------------------- | --------------- | ---------------------------- | --- |
| 100.1     | 20            | Ligne du Simplon                                               | Lausanne – Sion                                           | CFF                    | 1 435 mm        | 15 kV 16,7 Hz                | |
| 100.2     | 20            | Ligne du Simplon                                               | Sion – Brigue                                             | CFF                    | 1 435 mm        | 15 kV 16,7 Hz                | |
| 101       | 5             | Ligne Lausanne – Bercher                                       | Lausanne-Flon – Échallens – Bercher                       | LEB                    | 1 000 mm        | 1,5 kV                       | |
| 104       |               |                                                                | Lausanne-Sébeillon – Lausanne-TRIDEL                      | TRIDEL                 | 1 435 mm        | 15 kV 16,7 Hz                | Voie pour le fret uniquement                                                                          |
| 111       | 21            | Vevey–Chexbres                                                 | Vevey – Puidoux-Chexbres                                  | CFF                    | 1 435 mm        | 15 kV 16,7 Hz                | Ex VCh                                                                                                |
| 112       | 12a,21b       |                                                                | Vevey – Blonay – Les Pléiades                             | MVR                    | 1 000 mm        | 900 V                        | |
| 120.1     | 23,48         | GoldenPass Line                                                | Chamby – Château-d'Oex – Zweisimmen – Lenk im Simmental   | MOB                    | 1 000 mm        | 900 V                        | |
| 120.2     | 23,48         | GoldenPass Line                                                | Montreux – Chamby                                         | MOB                    | 1 000 mm        | 900 V                        | |
| 121       | 23a           | Montreux-Glion-Rochers de Naye                                 | Montreux – Glion – Caux – Rochers-de-Naye                 | MVR                    | 800 mm          | 900 V                        | |
| 122       | 23b           |                                                                | Blonay – Chamby                                           | BC                     | 1 000 mm        | 900 V                        | |
| 124       | 24a           | Aigle-Sépey-Diablerets ASD                                     | Aigle – Le Sépey – Les Diablerets                         | TPC                    | 1 000 mm        | 1,5 kV                       | |
| 125       | 24c           | Aigle-Leysin AL                                                | Aigle – Leysin-Village – Leysin-Grand-Hôtel               | TPC                    | 1 000 mm        | 1,5 kV                       | |
| 126       | 24b           | Aigle-Ollon-Monthey-Champéry AOMC                              | Aigle – Ollon – Monthey – Champéry                        | TPC                    | 1 000 mm        | 950 V                        | |
| 127       | 25a           | Bex-Villars-Bretaye BVB                                        | Bex – Villars-sur-Ollon – Col de Bretaye                  | TPC                    | 1 000 mm        | 750 V                        | |
| 130       | 25            | St-Gingolph–Bouveret–Monthey–St-Maurice sur la ligne du Tonkin | Saint-Maurice – Monthey – Le Bouveret – Saint-Gingolph    | CFF                    | 1 435 mm        | 15 kV 16,7 Hz                | |
| 132       | 26            |                                                                | Martigny – Le Châtelard-Frontière – Vallorcine            | TMR, SNCF, RFF         | 1 000 mm        | 850 V                        | Chemin de fer Martigny-Châtelard                                                                      |
| 133       | 26a           |                                                                | Martigny – Sembrancher – Orsières                         | TMR                    | 1 435 mm        | 15 kV 16,7 Hz                | Martigny - Orsières (MO)                                                                              |
| 134       |               |                                                                | Sembrancher – Le Châble                                   | TMR                    | 1 435 mm        | 15 kV 16,7 Hz                | Martigny - Orsières (MO)                                                                              |
| 135       |               |                                                                | Les Montuires – Pied du Barrage d'Émosson - Les Montuires | PAC                    | 600 mm          | Non électrifiée              | |
| 140       | 28            |                                                                | Brigue – Visp – Zermatt                                   | MGB                    | 1 000 mm        | 11 kV 16,7 Hz                | Parcourue par le Glacier Express                                                                      |
| 142       | 28a           |                                                                | Zermatt – Gornergrat                                      | GGB                    | 1 000 mm        | 750 V 50 Hz triphasé         | Plus haute ligne à ciel ouvert d'Europe (3 089 mètres)                                                |
| 143       |               |                                                                | Riffelalp – Hotel Riffelalp                               | RiT                    | 800 mm          | Non électrifiée              | |
| 145       | 20            |                                                                | Domodossola II – Domodossola – Brigue                     | CFF, RFI               | 1 435 mm        | 15 kV 16,7 Hz                | Tunnel du Simplon                                                                                     |
| 150       | 10            | Ligne Lausanne – Genève                                        | Lausanne – Morges – Nyon – Genève – Genève-Aéroport       | CFF (RER Vaudois)      | 1 435 mm        | 15 kV 16,7 Hz                | |
| 151       | (4)           | Ligne Bellegarde (Ain) – La Plaine – Genève                    | Bellegarde – La Plaine – Genève                           | CFF, RFF               | 1 435 mm        | 1,5 kV                       | Ligne de Châtelaine (bif) à la frontière vers Bellegarde, Ligne de Lyon-Perrache à Genève (frontière) |
| 152       |               | CEVA                                                           | Genève – Eaux-Vives – Annemasse                           | CFF, RFF               | 1 435 mm        | 15 kV 16,7 Hz et 25 kV 50 Hz | |
| 153       | –             |                                                                | Châtelaine – Genève - La Praille                          | CFF                    | 1 435 mm        | 1,5 kV                       | |
| 154       |               |                                                                | Furet (bif) - Jonction                                    | CFF                    | 1 435 mm        | 1,5 kV                       | |
| 155       |               | Ligne Nyon – Saint-Cergue – La Cure                            | Nyon – Saint-Cergue – La Cure                             | NStCM                  | 1 000 mm        | 1,5 kV                       | Plus haute ligne de la chaîne du Jura (1 233 mètres)                                                  |
| 156       | 12            | Bière-Apples-Morges                                            | Morges – Apples – Bière                                   | MBC                    | 1 000 mm        | 15 kV 16,7 Hz                | |
| 156       | 12            |                                                                | Apples – L'Isle-Mont-la-Ville                             | MBC                    | 1 000 mm        | 15 kV 16,7 Hz                | |
| 156       |               |                                                                | Bière-Jonction – Bière-Casernes                           | CH                     | 1 000 mm        | 15 kV 16,7 Hz                | |
| 190       |               |                                                                | Denges – Bussigny                                         | CFF                    | 1 435 mm        | 15 kV 16,7 Hz                | |

### 200 à 299
| No actuel               | No avant 1982 | Nom de la ligne                | Tronçon                                                    | Entreprise ferroviaire | Largeur de voie | Électrification              | Remarques                                            |
| ----------------------- | ------------- | ------------------------------ | ---------------------------------------------------------- | ---------------------- | --------------- | ---------------------------- | ---------------------------------------------------- |
| 200                     |               |                                | Cossonay – Vallorbe – Les Longevilles-Rochejean            | CFF, RFF               | 1 435 mm        | 15 kV 16,7 Hz et 25 kV 50 Hz |                                                      |
| 201                     | 24            |                                | Vallorbe – Le Pont – Le Brassus                            | CFF, Travys            | 1 435 mm        | 15 kV 16,7 Hz                | Chemin de fer Pont-Brassus                           |
| 205                     |               | Ligne Lausanne – Renens        | Lausanne – Lausanne-Sébeillon – Renens VD                  | CFF                    | 1 435 mm        | 15 kV 16,7 Hz                | Ligne pour le fret uniquement                        |
| 210.1                   | 30            | Ligne du Pied-du-Jura          | Lausanne – Yverdon-les-Bains – Neuchâtel                   | CFF                    | 1 435 mm        | 15 kV 16,7 Hz                |                                                      |
| 210.2                   | 30a           | Ligne du Pied-du-Jura          | Neuchâtel – Biel/Bienne                                    | CFF                    | 1 435 mm        | 15 kV 16,7 Hz                |                                                      |
| 211                     | 30b           |                                | Orbe – Chavornay                                           | Travys                 | 1 435 mm        | 700 V                        | anciennement Société du Chemin de fer Orbe-Chavornay |
| 212                     | 30c           |                                | Yverdon-les-Bains – Sainte-Croix                           | Travys                 | 1 000 mm        | 15 kV 16,7 Hz                | Chemin de fer Yverdon-Sainte-Croix                   |
| 215 (213 jusqu'en 2013) | 30d           | Tramway de Neuchâtel           | Neuchâtel-Place Pury – Areuse – Boudry                     | TransN                 | 1 000 mm        | 650 V                        |                                                      |
| 218                     | 31b           |                                | Travers – Fleurier – Buttes ; Fleurier – Saint-Sulpice NE  | TransN                 | 1 435 mm        | 15 kV 16,7 Hz                | Chemin de fer régional du Val-de-Travers             |
| 220                     |               |                                | Bern – Kerzers – Ins – Neuchâtel                           | BLS                    | 1 435 mm        | 15 kV 16,7 Hz                |                                                      |
| 221                     | 31b           |                                | Neuchâtel – Travers – Pontarlier                           | CFF, RFF               | 1 435 mm        | 15 kV 16,7 Hz                |                                                      |
| 222                     | 32c           |                                | La Chaux-de-Fonds – Les Ponts-de-Martel                    | TransN                 | 1 000 mm        | 1,5 kV                       | Chemins de fer des Montagnes Neuchâteloises          |
| 223                     | 32            |                                | Neuchâtel – La Chaux-de-Fonds – Le Locle – Morteau         | CFF, RFF               | 1 435 mm        | 15 kV 16,7 Hz                |                                                      |
| 224                     | 32b           |                                | Le Locle – Les Brenets                                     | TransN                 | 1 000 mm        | 1,5 kV                       | Chemins de fer des Montagnes Neuchâteloises          |
| 225                     | 38            |                                | Biel/Bienne – Sonceboz – St-Imier – La Chaux-de-Fonds      | CFF                    | 1 435 mm        | 15 kV 16,7 Hz                |                                                      |
| 226                     | 39            |                                | Sonceboz – Tavannes – Moutier                              | CFF                    | 1 435 mm        | 15 kV 16,7 Hz                |                                                      |
| 229                     |               |                                | Münchenstein – Basel SBB RB Nordkopf                       | CFF                    | 1 435 mm        | 15 kV 16,7 Hz                |                                                      |
| 230                     | 35            | Ligne du Jura                  | Delémont – Laufen – Basel SBB                              | CFF                    | 1 435 mm        | 15 kV 16,7 Hz                | Jurabahn                                             |
| 231                     |               |                                | Basel SBB – Bâle-Dreispitz                                 | CFF, Dreispitz         | 1 435 mm        | 15 kV 16,7 Hz                |                                                      |
| 232                     |               |                                | Moutier – Lengnau                                          | BLS                    | 1 435 mm        | 15 kV 16,7 Hz                |                                                      |
| 236                     | 37,36a        |                                | Tavannes – Tramelan – Le Noirmont                          | CJ                     | 1 000 mm        | 1,5 kV                       |                                                      |
| 237                     | 37            |                                | La Chaux-de-Fonds – Le Noirmont – Glovelier                | CJ                     | 1 000 mm        | 1,5 kV                       |                                                      |
| 238                     | 36b           |                                | Porrentruy – Bonfol                                        | CJ                     | 1 435 mm        | 15 kV 16,7 Hz                |                                                      |
| 239                     |               |                                | Courtemaîche – Bure                                        | Armée Suisse           | 1 435 mm        | 15 kV 16,7 Hz                | Court embranchement militaire                        |
| 240                     | 36            |                                | Delémont – Glovelier – Porrentruy – Boncourt – Delle       | CFF, RFF               | 1 435 mm        | 15 kV 16,7 Hz                |                                                      |
| 241                     | 36            |                                | Courtemaiche – Bure                                        | CH                     | 1 435 mm        | 15 kV 16,7 Hz                |                                                      |
| 250                     | 10            | Ligne du Plateau suisse        | Lausanne – Romont – Fribourg – Bern                        | CFF                    | 1 435 mm        | 15 kV 16,7 Hz                |                                                      |
| 251                     | 16            | Ligne de la Broye              | Palézieux – Moudon – Payerne – Murten – Kerzers – Lyss     | CFF                    | 1 435 mm        | 15 kV 16,7 Hz                | Broye longitudinale                                  |
| 252                     | 17            | Ligne de la Broye transversale | Yverdon-les-Bains – Payerne – Fribourg                     | CFF                    | 1 435 mm        | 15 kV 16,7 Hz                | Broye transversale                                   |
| 253                     | 16b           |                                | Bulle – Broc-Fabrique                                      | TPF                    | 1 435 mm        | 15 kV 16,7 Hz                |                                                      |
| 254                     | 13            | BR                             | Bulle – Romont                                             | TPF                    | 1 435 mm        | 15 kV 16,7 Hz                |                                                      |
| 255                     | 18            | FMA                            | Fribourg – Murten – Ins                                    | TPF                    | 1 435 mm        | 15 kV 16,7 Hz                |                                                      |
| 256                     | 14            | VM                             | Palézieux – Châtel-St-Denis – Bulle – Gruyères – Montbovon | TPF                    | 1 000 mm        | 900 V                        |                                                      |
| 260                     | 16,50c        |                                | Bern – Lyss – Biel/Bienne                                  | CFF                    | 1 435 mm        | 15 kV 16,7 Hz                |                                                      |
| 261                     | 49            |                                | Biel/Bienne – Täuffelen – Ins                              | ASm                    | 1 000 mm        | 1,2 kV                       | Chemin de fer Biel-Täuffelen-Ins                     |
| 280                     |               | Ligne Flamatt – Gümmenen       | Flamatt – Laupen (– Gümmenen)                              | STB, CFF, BLS          | 1 435 mm        | 15 kV 16,7 Hz                |                                                      |
| 290                     |               |                                | Bern – Thun                                                | CFF                    | 1 435 mm        | 15 kV 16,7 Hz                |                                                      |
| 295                     | 46            |                                | Bern Zytglogge – Worb Dorf – Bern RBS                      | RBS                    | 1 000 mm        | 1,25 kV et 600 V             |                                                      |
| 296                     |               |                                | Unterzollikofen – Bern RBS                                 | RBS                    | 1 000 mm        | 1,25 kV                      |                                                      |
| 297                     |               |                                | Bern – Schwarzenburg                                       | BLS                    | 1 435 mm        | 15 kV 16,7 Hz                |                                                      |
| 298                     |               |                                | Bern – Belp – Thurnen – Thun                               | BLS                    | 1 435 mm        | 15 kV 16,7 Hz                |                                                      |
| 299                     | (40a,40b)     |                                | Zollikofen – Ostermundigen                                 | CFF                    | 1 435 mm        | 15 kV 16,7 Hz                |                                                      |

### 300 à 399
| No actuel | No avant 1982 | Nom de la ligne              | Tronçon                                                 | Entreprise ferroviaire | Largeur de voie | Électrification        | Remarques                                                                                       |
| --------- | ------------- | ---------------------------- | ------------------------------------------------------- | ---------------------- | --------------- | ---------------------- | ----------------------------------------------------------------------------------------------- |
| 300       | (40)          | Ligne de base du Lötschberg  | Spiez – Visp – Brig                                     | BLS                    | 1 435 mm        | 15 kV 16,7 Hz          | Par le tunnel de base du Lötschberg                                                             |
| 301       |               | Ligne de faîte du Lötschberg | Spiez – Kandersteg – Brig                               | BLS                    | 1 435 mm        | 15 kV 16,7 Hz          | Plus haute ligne conventionnelle de Suisse (1 240 mètres), par le tunnel de faîte du Lötschberg |
| 302       |               |                              | Frutigen – Adelrain                                     | BLS                    | 1 435 mm        | 15 kV 16,7 Hz          |                                                                                                 |
| 310       | 40            |                              | Thun – Spiez – Interlaken West – Interlaken Ost         | BLS                    | 1 435 mm        | 15 kV 16,7 Hz          |                                                                                                 |
| 311       | 41            |                              | Interlaken Ost – Lauterbrunnen                          | BOB                    | 1 000 mm        | 1,5 kV                 |                                                                                                 |
| 312       |               |                              | Zweilütschinen – Grindelwald                            | BOB                    | 1 000 mm        | 1,5 kV                 |                                                                                                 |
| 313       | 41a           |                              | Grütschalp – Mürren                                     | BLM                    | 1 000 mm        | 560 V                  |                                                                                                 |
| 314       | 41b           |                              | Wilderswil – Schynige Platte                            | BOB                    | 800 mm          | 1,5 kV                 | Schynige Platte-Bahn                                                                            |
| 315       |               |                              | Lauterbrunnen – Wengen – Kleine Scheidegg – Grindelwald | WAB                    | 800 mm          | 1,5 kV                 |                                                                                                 |
| 318       |               |                              | Kleine Scheidegg – Jungfraujoch                         | JB                     | 1 000 mm        | 1 125 V 50 Hz triphasé | Plus haute ligne d'Europe (3 454 mètres), Jungfraujoch                                          |
| 320       | 47            |                              | Spiez – Zweisimmen                                      | BLS                    | 1 435 mm        | 15 kV 16,7 Hz          |                                                                                                 |

### 400 à 499
| No actuel | No avant 1982 | Nom de la ligne | Tronçon                                                   | Entreprise ferroviaire | Largeur de voie | Électrification | Remarques                                                |
| --------- | ------------- | --------------- | --------------------------------------------------------- | ---------------------- | --------------- | --------------- | -------------------------------------------------------- |
| 409       |               |                 | Brügg BE – Biel/Bienne                                    | CFF                    | 1 435 mm        | 15 kV 16,7 Hz   |                                                          |
| 410       | 51            |                 | Olten – Solothurn – Biel/Bienne                           | CFF                    | 1 435 mm        | 15 kV 16,7 Hz   |                                                          |
| 411       | 54            |                 | Solothurn – Moutier                                       | BLS                    | 1 435 mm        | 15 kV 16,7 Hz   | Solothurn–Münster-Bahn                                   |
| 412       | 53            |                 | Oensingen – Balsthal                                      | OeBB                   | 1 435 mm        | 15 kV 16,7 Hz   |                                                          |
| 413       | 51a           |                 | Solothurn – Wiedlisbach – Niederbipp                      | ASm                    | 1 000 mm        | 1,2 kV          | Solothurn–Niederbipp-Bahn                                |
| 414       | 51a           |                 | Niederbipp – Langenthal – Saint-Urban Ziegelei – Melchnau | ASm                    | 1 000 mm        | 1,2 kV          |                                                          |
| 415       |               |                 | Solothurn – Lyss                                          | CFF                    | 1 435 mm        | 15 kV 16,7 Hz   |                                                          |
| 420       |               |                 | Solothurn – Bern RBS                                      | RBS                    | 1 000 mm        | 1,25 kV         |                                                          |
| 430       |               |                 | Wanzwil – Solothurn                                       | CFF                    | 1 435 mm        | 15 kV 16,7 Hz   |                                                          |
| 440       |               |                 | Solothurn – Burgdorf                                      | BLS                    | 1 435 mm        | 15 kV 16,7 Hz   |                                                          |
| 441       |               |                 | Burgdorf – Hasle-Rüegsau – Ramsei – Langnau               | BLS                    | 1 435 mm        | 15 kV 16,7 Hz   |                                                          |
| 442       |               |                 | Hasle-Rüegsau – Konolfingen – Thun                        | BLS                    | 1 435 mm        | 15 kV 16,7 Hz   |                                                          |
| 443       |               |                 | Sumiswald-Grünen – Wasen im Emmental                      | BLS                    | 1 435 mm        | 15 kV 16,7 Hz   |                                                          |
| 444       |               |                 | Ramsei – Hutwil                                           | BLS                    | 1 435 mm        | 15 kV 16,7 Hz   |                                                          |
| 445       |               |                 | Langenthal – Huttwil – Willisau – Wolhusen                | BLS                    | 1 435 mm        | 15 kV 16,7 Hz   |                                                          |
| 450       | 50            |                 | Bern – Olten                                              | CFF                    | 1 435 mm        | 15 kV 16,7 Hz   | NBS Mattstetten–Rothrist                                 |
| 451       |               |                 | Olten – Langenthal – Burgdorf – Bern                      | CFF                    | 1 435 mm        | 15 kV 16,7 Hz   |                                                          |
| 459       | –             |                 | Hindelbank – Löchligut                                    | CFF                    | 1 435 mm        | 15 kV 16,7 Hz   |                                                          |
| 460       | 58            |                 | Bern – Langnau – Luzern                                   | CFF, BLS               | 1 435 mm        | 15 kV 16,7 Hz   |                                                          |
| 470       | 61            |                 | Luzern – Giswil – Meiringen – Interlaken Ost              | ZB                     | 1 000 mm        | 15 kV 16,7 Hz   | Brünigbahn                                               |
| 473       | 75a           |                 | Alpnachstad – Pilatus                                     | PB                     | 800 mm          | 1,5 kV          | Chemin de fer le plus raide du monde (480 ‰)             |
| 474       | 63a           |                 | Meiringen – Innertkirchen                                 | MIB                    | 1 000 mm        | 1,2 kV          |                                                          |
| 475       | 75            |                 | Brienz – Brienzer Rothorn                                 | BRB                    | 800 mm          | Non électrifiée | Plus haute ligne non électrifiée d'Europe (2 244 mètres) |
| 480       | 62            |                 | Hergiswil – Stans – Engelberg                             | ZB                     | 1 000 mm        | 15 kV 16,7 Hz   |                                                          |
| 490       |               |                 | Rothrist – Zofingen                                       | CFF, BLS               | 1 435 mm        | 15 kV 16,7 Hz   |                                                          |

### 500 à 599
| No actuel | No avant 1982 | Nom de la ligne                | Tronçon                                           | Entreprise ferroviaire | Largeur de voie | Électrification | Remarques                                                   |
| --------- | ------------- | ------------------------------ | ------------------------------------------------- | ---------------------- | --------------- | --------------- | ----------------------------------------------------------- |
| 500       | 60            | Ligne du Hauenstein            | Basel SBB – Olten                                 | CFF                    | 1 435 mm        | 15 kV 16,7 Hz   |                                                             |
| 501       |               |                                | Basel SBB – Liestal                               | CFF                    | 1 435 mm        | 15 kV 16,7 Hz   |                                                             |
| 502       | 60c           |                                | Liestal – Waldenburg                              | WB                     | 1 000 mm        | 1,5 kV          | 750mm jusqu'en 2021. Converti en métrique dès décembre 2022 |
| 503       | 60b           |                                | Sissach – Läufelfingen – Olten                    | CFF                    | 1 435 mm        | 15 kV 16,7 Hz   |                                                             |
| 504       |               |                                | Basel SBB – Mutenz                                | CFF                    | 1 435 mm        | 15 kV 16,7 Hz   |                                                             |
| 505       |               |                                | Basel Bahnhof SBB – Aesch BL Dorf                 | BLT                    | 1 000 mm        | 600 V           |                                                             |
| 506       | 64            |                                | Dornarch – Basel Bahnhof SBB – Flüh – Rodersdorf  | BLT, BV                | 1 000 mm        | 600 V           |                                                             |
| 507       | 64a           |                                | Basel Aeschenplatz – Pratteln                     | BLT, BV                | 1 000 mm        | 600 V           |                                                             |
| 508       |               |                                | Basel SBB RB Nordkopf – Basel Kleinhüningen Hafen | CFF, HBS               | 1 435 mm        | 15 kV 16,7 Hz   |                                                             |
| 509       |               |                                | Basel SBB RB Nordkopf – Basel Suhafen             | CFF, HBL               | 1 435 mm        | 15 kV 16,7 Hz   |                                                             |
| 510       | 60            |                                | Olten – Zofingen – Sursee – Luzern                | CFF                    | 1 435 mm        | 15 kV 16,7 Hz   |                                                             |
| 511       |               |                                | Sursee – Triengen-Winikon                         | ST                     | 1 435 mm        | Non électrifiée |                                                             |
| 512       |               |                                | Tecknau – Dulliken                                | CFF                    | 1 435 mm        | 15 kV 16,7 Hz   |                                                             |
| 514       | 60e,60d       |                                | Zofingen – Suhr – Lenzburg                        | CFF                    | 1 435 mm        | 15 kV 16,7 Hz   |                                                             |
| 520       |               | Ligne d'interconnexion bâloise | Basel SBB – Basel Bad Bf                          | CFF, DB                | 1 435 mm        | 15 kV 16,7 Hz   |                                                             |
| 550       |               |                                | Brugg – Aarau                                     | CFF                    | 1 435 mm        | 15 kV 16,7 Hz   |                                                             |

### 600 à 699
| No actuel | No avant 1982 | Nom de la ligne           | Tronçon                                                           | Entreprise ferroviaire | Largeur de voie | Électrification | Remarques |
| --------- | ------------- | ------------------------- | ----------------------------------------------------------------- | ---------------------- | --------------- | --------------- | --- |
| 600.1     |               |                           | Giubiasco – Lugano                                                | CFF                    | 1 435 mm        | 15 kV 16,7 Hz   | |
| 600.2     |               | Ligne de base du Gothard  | Altdorf – Biasca – Giustizia                                      | CFF                    | 1 435 mm        | 15 kV 16,7 Hz   | Par le tunnel de base du Saint-Gothard, première ligne de plaine à travers les Alpes (altitude max: 459 mètres) |
| 601.1     |               |                           | Biasca – Bellinzona – Lugano – Chiasso – Bivio Rosales            | CFF                    | 1 435 mm        | 15 kV 16,7 Hz   | |
| 601.2     |               | Ligne de faîte du Gothard | Erstfeld – Göschenen – Airolo – Biasca                            | CFF                    | 1 435 mm        | 15 kV 16,7 Hz   | Par le tunnel de faîte du Saint-Gothard                                                                         |
| 601.3     |               |                           | Immensee – Arth-Goldau – Erstfeld                                 | CFF                    | 1 435 mm        | 15 kV 16,7 Hz   | |
| 602       |               |                           | Luzern – Immensee                                                 | CFF                    | 1 435 mm        | 15 kV 16,7 Hz   | |
| 603       | 75b           |                           | Vitznau – Rigi Kaltbad-First – Rigi Kulm                          | RB                     | 1 435 mm        | 1,5 kV          | Plus haute ligne à écartement standard d'Europe (1 752 mètres), Vitznau-Rigi-Bahn                               |
| 604       | 75c           |                           | Arth-Goldau – Rigi Kulm                                           | RB                     | 1 435 mm        | 1,5 kV          | Plus haute ligne à écartement standard d'Europe (1 752 mètres), Arth-Rigi-Bahn                                  |
| 610       | 29            |                           | Brig Bahnhofplatz – Fiesch – Oberwald – Andermatt                 | MGB                    | 1 000 mm        | 11 kV 16,7 Hz   | Par le tunnel de base de la Furka, parcourue par le Glacier Express, anciennement Furka-Oberalp-Bahn            |
| 611       | –             |                           | Andermatt – Dieni – Sedrun – Disentis/Mustér                      | MGB                    | 1 000 mm        | 11 kV 16,7 Hz   | Parcourue par le Glacier Express                                                                                |
| 612       | 29            |                           | Göschenen – Andermatt                                             | MGB                    | 1 000 mm        | 11 kV 16,7 Hz   | Anciennement Furka-Oberalp-Bahn                                                                                 |
| 615       | –             |                           | Realp DFB – Furka – Gletsch – Oberwald DFB                        | DFB                    | 1 000 mm        | Non électrifiée | Par le tunnel de faîte de la Furka, plus longue ligne non électrifiée de Suisse (17,838 km)                     |
| 617       |               |                           | Las Rueras – Tscheppa                                             | ATG, MGB               | 1 000 mm        | 11 kV 16,7 Hz   | |
| 618       |               |                           | Erstfeld – Amsteg Grund                                           | ATG, CFF               | 1 435 mm        | Non électrifiée | |
| 620       | 74            |                           | Locarno – Intragna – Camedo – Domodossola                         | SSIF, FART             | 1 000 mm        | 1,3 kV          | Centovallibahn                                                                                                  |
| 629       |               |                           | Cadenazzo – Vigana                                                | CFF                    | 1 435 mm        | 15 kV 16,7 Hz   | |
| 630       |               |                           | Bellinzona – Locarno                                              | CFF                    | 1 435 mm        | 15 kV 16,7 Hz   | |
| 631       | 70            |                           | Cadenazzo – Magadnio-Vira – Luino                                 | CFF, RFI               | 1 435 mm        | 15 kV 16,7 Hz   | |
| 632       |               |                           | Castione-Arbedo – Cama                                            | FM, SEFT               | 1 000 mm        | 1,5 kV          | |
| 633       |               |                           | Taverne-Torricella – Lugano-Vedeggio                              | CFF                    | 1 435 mm        | 15 kV 16,7 Hz   | |
| 635       | 73            |                           | Lugano – Ponte Tresa                                              | FLP                    | 1 000 mm        | 1,2 kV          | |
| 636       | 73a           |                           | Capolago Lago – Generoso Vetta                                    | MG                     | 800 mm          | 800 V           | |
| 637       |               |                           | Mendrisio – Castiglione Olona                                     | CFF, CSG               | 1 435 mm        | Non électrifiée | Porte aussi le numéro 067                                                                                       |
| 638       |               |                           | Balerna Bifurcazione – Chiasso Sm                                 | CFF                    | 1 435 mm        | 15 kV 16,7 Hz   | |
| 643       | 67            |                           | Aarau – Schöftland                                                | WSB                    | 1 000 mm        | 750 V           | |
| 644       | 66            |                           | Aarau – Suhr – Bleien Liebegg – Menziken                          | WSB                    | 1 000 mm        | 750 V           | |
| 645       |               |                           | Wettingen – Lenzburg                                              | CFF                    | 1 435 mm        | 15 kV 16,7 Hz   | |
| 650       | 50            | Ligne de l'Heitersberg    | Killwangen-Spreitenbach – Lenzburg – Aarau – Olten                | CFF                    | 1 435 mm        | 15 kV 16,7 Hz   | |
| 651       | 88            |                           | Luzern – Hochdorf – Beinwill am See – Lenzburg                    | CFF                    | 1 435 mm        | 15 kV 16,7 Hz   | Seetalbahn |
| 653       | 84            |                           | Aarau – Lenzburg – Wohlen – Muri AG – Rotkreuz – Arth-Goldau      | CFF                    | 1 435 mm        | 15 kV 16,7 Hz   | Aargauische Südbahn                                                                                             |
| 654       |               |                           | Brugg AG – Wohlen                                                 | CFF                    | 1 435 mm        | 15 kV 16,7 Hz   | |
| 655       | 83            |                           | Wohlen – Bremgarten – Dietikon                                    | BDWM                   | 1 000 mm        | 1,2 kV          | Bremgarten-Dietikon-Bahn                                                                                        |
| 660       | 81            |                           | Thalwil – Zug – Cham – Rotkreuz – Luzern                          | CFF                    | 1 435 mm        | 15 kV 16,7 Hz   | |
| 665       |               |                           | Zug – Arth-Goldau                                                 | CFF                    | 1 435 mm        | 15 kV 16,7 Hz   | |
| 670       | 76            |                           | Rapperswil – Pfäffikon SZ – Samstagern – Biberbrugg – Arth-Goldau | SOB                    | 1 435 mm        | 15 kV 16,7 Hz   | Voralpen-Express                                                                                                |
| 672       | 77            |                           | Wädenswil – Samstagern – Bieberbrigg – Einsiedeln                 | SOB                    | 1 435 mm        | 15 kV 16,7 Hz   | |
| 699       |               |                           | Lupfig – Schinznach Dorf                                          | CFF                    | 1 435 mm        | 15 kV 16,7 Hz   | |

### 700 à 799
| No actuel | No avant 1982 | Nom de la ligne               | Tronçon                                                                      | Entreprise ferroviaire | Largeur de voie | Électrification                  | Remarques |
| --------- | ------------- | ----------------------------- | ---------------------------------------------------------------------------- | ---------------------- | --------------- | -------------------------------- | --- |
| 700       | 80            | Ligne de la Bözberg           | Brugg AG – Stein-Säckingen – Basel SBB                                       | CFF                    | 1 435 mm        | 15 kV 16,7 Hz                    | |
| 701       | 108b          |                               | Turgi – Koblenz – Waldshut                                                   | CFF, DB                | 1 435 mm        | 15 kV 16,7 Hz                    | |
| 703       | 118a          |                               | Zürich HB – Zürich Altstetten                                                | CFF                    | 1 435 mm        | 15 kV 16,7 Hz                    | |
| 704       |               |                               | Zürich Oerlikon – Zürich Altstetten – Zürich RB Limmatal – Würenlos          | CFF                    | 1 435 mm        | 15 kV 16,7 Hz                    | |
| 705       |               |                               | Winterthur – Bülach                                                          | CFF                    | 1 435 mm        | 15 kV 16,7 Hz                    | |
| 706       |               |                               | Eglisau – Bad Zurzach – Koblenz – Laufenburg – Stein-Säckingen               | CFF                    | 1 435 mm        | 15 kV 16,7 Hz                    | |
| 710       | 50            |                               | Zürich HB – Zürich Altstetten – Baden – Brugg AG                             | CFF                    | 1 435 mm        | 15 kV 16,7 Hz                    | |
| 711       | 86            |                               | Zürich Stadelhofen – Zürich HB – Zürich Alstetten – Affoltern am Albis – Zug | CFF                    | 1 435 mm        | 15 kV 16,7 Hz                    | Zürich–Zug–Luzern-Bahn                                                                                             |
| 712       | 120b          |                               | Zürich HB – Langnau-Gattikon – Sihlwald – Sihlbrugg                          | SZU                    | 1 435 mm        | 15 kV 16,7 Hz                    | Ligne de la vallée de la Sihl - Trafic voyageurs limité à Sihlwald depuis 2006                                     |
| 713       | 120c          |                               | Zürich HB – Ringlikon – Uetliberg                                            | SZU                    | 1 435 mm        | 1 200 V                          | Ligne de l'Uetliberg                                                                                               |
| 714       | 124           |                               | Zürich Giesshübel – Zürich Wiedikon                                          | SZU                    | 1 435 mm        | 15 kV 16,7 Hz                    | Liaison ferroviaire Wiedikon-Giesshübel uniquement pour le fret. Occasionnellement, circulent des trains à vapeur. |
| 715       |               |                               | Zürich HB – Zürich Altstetten                                                | CFF                    | 1 435 mm        | 15 kV 16,7 Hz                    | |
| 719       |               |                               | Zürich Wiedikon – Zürich Altstetten                                          | CFF                    | 1 435 mm        | 15 kV 16,7 Hz                    | |
| 720       | 124,90        |                               | Zürich HB – Thalwil                                                          | CFF                    | 1 435 mm        | 15 kV 16,7 Hz                    | Linksufrige Zürichseelinie                                                                                         |
| 721       | 81            |                               | Zürich HB – Thalwil – Pfäffikon SZ – Ziegelbrücke                            | CFF                    | 1 435 mm        | 15 kV 16,7 Hz                    | |
| 731       | 119           |                               | Zürich Stadelhofen FB – Forch – Esslingen                                    | FB, VBZ                | 1 000 mm        | 1,2 kV et 600 V                  | |
| 732       | 120d          |                               | Zürich Römerhof – Zürich Dolder                                              | Db                     | 1 000 mm        | 600 V                            | Funiculaire reconverti en chemin de fer à crémaillère                                                              |
| 733       |               |                               | Zürich Hardbrücke – Zürich HB – Dübendorf                                    | CFF                    | 1 435 mm        | 15 kV 16,7 Hz                    | |
| 734       |               |                               | Zürich Hardbrücke – Zürich HB – Zürich Stadelhofen – Dietlikon               | CFF                    | 1 435 mm        | 15 kV 16,7 Hz                    | |
| 735       | 120           |                               | Zürich Hardbrücke – Zürich HB – Zürich Stadelhofen – Meilen – Rapperswil     | CFF                    | 1 435 mm        | 15 kV 16,7 Hz                    | Rechtsufrige Zürichseelinie                                                                                        |
| 736       | 111, 120a     |                               | Rapperswil – Uznach – Ziegelbrücke – Glarus – Linthal                        | CFF                    | 1 435 mm        | 15 kV 16,7 Hz                    | |
| 740       |               |                               | Rapperswil – Wetzikon – Wallisellen                                          | CFF                    | 1 435 mm        | 15 kV 16,7 Hz                    | |
| 750       | 123           | Ligne de Zurich à Winterthour | Zürich HB – Zürich Oerlikon – Zürich Flughafen – Effretikon – Winterthur     | CFF                    | 1 435 mm        | 15 kV 16,7 Hz                    | Bahnstrecke Zürich–Winterthur                                                                                      |
| 751       |               |                               | Zürich HB – Zürich Oerlikon – Effretikon – Winterthur                        | CFF                    | 1 435 mm        | 15 kV 16,7 Hz                    | |
| 752       | 123           |                               | Zürich Altstetten – Zürich HB – Zürich Flughafen                             | CFF                    | 1 435 mm        | 15 kV 16,7 Hz                    | Bahnstrecke Zürich–Winterthur                                                                                      |
| 754       | 117           |                               | Winterthur – Bauma – Wald – Rüti ZH                                          | CFF                    | 1 435 mm        | 15 kV 16,7 Hz                    | Tösstalbahn |
| 755       |               |                               | Effretikon – Zürich Oerlikon – Otelfingen – Wettingen                        | CFF                    | 1 435 mm        | 15 kV 16,7 Hz                    | |
| 757       | –             |                               | Effretikon – Wetzikon – Hinwil – Bäretswil – Bauma                           | DVZO, CFF              | 1 435 mm        | 15 kV 16,7 Hz                    | Uerikon-Bauma-Bahn                                                                                                 |
| 760       | 107b          |                               | Zürich HB – Oberglatt – Bülach – Rafz – Schaffhausen                         | CFF                    | 1 435 mm        | 15 kV 16,7 Hz                    | Wehntalbahn |
| 761       | 108           |                               | Oberglatt – Niederweningen                                                   | CFF                    | 1 435 mm        | 15 kV 16,7 Hz                    | |
| 762       | 108a          |                               | Winterthur – Schaffhausen                                                    | CFF                    | 1 435 mm        | 15 kV 16,7 Hz                    | Rheinfallbahn |
| 770       | 108c          |                               | Erzingen (Baden) – Schaffhausen – Singen (Hohentwiel)                        | DB                     | 1 435 mm        | 15 kV 16,7 Hz et non électrifiée | Hochrheinbahn |

### 800 à 899
| No actuel | No avant 1982 | Nom de la ligne              | Tronçon                                                    | Entreprise ferroviaire | Largeur de voie | Électrification | Remarques                                             |
| --------- | ------------- | ---------------------------- | ---------------------------------------------------------- | ---------------------- | --------------- | --------------- | ----------------------------------------------------- |
| 818       |               |                              | Etzwilen – Ramsen – Rielasingen                            | SEHR&RS                | 1 435 mm        | Non électrifiée |                                                       |
| 820       | 109           |                              | Rorschach – Romanshorn – Kreuzlingen – Schaffhausen        | CFF                    | 1 435 mm        | 15 kV 16,7 Hz   | Seelinie                                              |
| 821       | 102           |                              | Winterthur – Etzwilen                                      | CFF                    | 1 435 mm        | 15 kV 16,7 Hz   |                                                       |
| 830       | (106)         |                              | Wil – Weinfelden – Konstanz                                | THURBO, CFF, DB        | 1 435 mm        | 15 kV 16,7 Hz   | Jusqu'en 2006: Engen – Singen – Konstanz – Weinfelden |
| 831       | –             |                              | Kreuzlingen Hafen – Konstanz                               | CFF, DB                | 1 435 mm        | 15 kV 16,7 Hz   |                                                       |
| 835       | 103           |                              | Wil – Frauenfeld                                           | FW                     | 1 000 mm        | 1,2 kV          |                                                       |
| 840       | 110           |                              | Winterthur – Frauenfeld – Weinfelden – Sulgen – Romanshorn | CFF                    | 1 435 mm        | 15 kV 16,7 Hz   |                                                       |
| 849       |               |                              | Oberaach – Egnach                                          | CFF                    | 1 435 mm        | 15 kV 16,7 Hz   |                                                       |
| 850       | 100           |                              | Rorschach – St. Gallen – Gossau AG – Wil – Winterthur      | CFF                    | 1 435 mm        | 15 kV 16,7 Hz   | Sankt Gallisch-Appenzellische Eisenbahn               |
| 852       |               |                              | Sulgen – Gossau AG                                         | CFF                    | 1 435 mm        | 15 kV 16,7 Hz   |                                                       |
| 854       | 115           |                              | Gossau SG – Herisau – Appenzell – Wasserauen               | AB                     | 1 000 mm        | 1,5 kV          | Appenzeller Bahn, Säntis-Bahn                         |
| 855       | 113           |                              | St. Gallen – Gais – Appenzell                              | AB                     | 1 000 mm        | 1,5 kV          | Chemins de fer électriques Saint-Gall–Gais–Appenzell  |
| 856       | 114           |                              | Altstätten Stadt – Gais                                    | AB                     | 1 000 mm        | 1,5 kV          | Altstätten–Gais-Bahn                                  |
| 857       | 115b          |                              | Rorschach – Heiden                                         | AB, RHB                | 1 435 mm        | 15 kV 16,7 Hz   |                                                       |
| 858       | 115c          |                              | Rheineck – Walzenhausen                                    | AB, RhW                | 1 200 mm        | 600 V           |                                                       |
| 859       | 115a          |                              | Saint-Gallen – Speicher – Trogen                           | AB, TB                 | 1 000 mm        | 1 000 V         |                                                       |
| 870       | 111           |                              | Romanshorn – Saint-Gall – Wattwil – Nesslau-Neu St. Johann | SOB, CFF               | 1 435 mm        | 15 kV 16,7 Hz   | BT / Rickentunnel / Voralpen-Express                  |
| 871       |               |                              | Wattwil – Uznach                                           | CFF                    | 1 435 mm        | 15 kV 16,7 Hz   |                                                       |
| 872       |               |                              | Wil – Wattwil                                              | SOB, CFF               | 1 435 mm        | 15 kV 16,7 Hz   |                                                       |
| 880       | 110           | Ligne de Sargans à Rorschach | Sargans – Buchs – Sankt Margrethen – Rorschach             | CFF                    | 1 435 mm        | 15 kV 16,7 Hz   |                                                       |

### 900 à 999
| No actuel | No avant 1982 | Nom de la ligne         | Tronçon                                                   | Entreprise ferroviaire | Largeur de voie | Électrification | Remarques |
| --------- | ------------- | ----------------------- | --------------------------------------------------------- | ---------------------- | --------------- | --------------- | --- |
| 900       | 90            |                         | Sargans – Ziegelbrücke                                    | CFF                    | 1 435 mm        | 15 kV 16,7 Hz   | Linksufrige Zürichseelinie |
| 905       | 110a          | Sargans à Coire         | Sargans – Landquart – Chur/Coire                          | CFF                    | 1 435 mm        | 15 kV 16,7 Hz   | |
| 908       | 92            | Landquart à Coire       | Landquart – Chur/Coire                                    | RhB                    | 1 000 mm        | 11 kV 16,7 Hz   | |
| 910       | 92            | Landquart à Davos-Platz | Landquart – Klosters – Davos Platz                        | RhB                    | 1 000 mm        | 11 kV 16,7 Hz   | |
| 915       | 92            |                         | Davos Platz – Filisur                                     | RhB                    | 1 000 mm        | 11 kV 16,7 Hz   | |
| 920       | 93            |                         | Reichenau-Tamins – Ilanz – Disentis/Mustér                | RhB                    | 1 000 mm        | 11 kV 16,7 Hz   | Parcourue par le Glacier Express |
| 930       | 90a           | Ligne d'Arosa           | Chur/Coire – Arosa                                        | RhB                    | 1 000 mm        | 11 kV 16,7 Hz   | |
| 940       | 91            | Ligne de l'Albula       | Chur/Coire – Thusis – Filisur – St. Moritz                | RhB                    | 1 000 mm        | 11 kV 16,7 Hz   | Par le tunnel de l'Albula, parcourue par le Glacier Express et le Bernina Express                                                             |
| 950       | 85            | Ligne de la Bernina     | Saint-Moritz – Pontresina – Alp Grüm – Poschiavo – Tirano | RhB                    | 1 000 mm        | 1 000 V         | Plus haute transversale ferroviaire d'Europe (2 253 mètres), plus grande dénivelée en Suisse (1 720 mètres), parcourue par le Bernina Express |
| 955       |               |                         | Klosters – Sagliains – Lavin                              | RhB                    | 1 000 mm        | 11 kV 16,7 Hz   | |
| 959       |               |                         | Klosters – Susch                                          | RhB                    | 1 000 mm        | 11 kV 16,7 Hz   | |
| 960       | 90b,94        |                         | Pontresina – Samedan – Zernez – Sagliains – Scuol-Tarasp  | RhB                    | 1 000 mm        | 11 kV 16,7 Hz   | |